# Kate Latham
Kate Latham (* 25. Oktober 1952) ist eine ehemalige US-amerikanische Tennisspielerin.

## Karriere
Zwischen 1974 und 1984 nahm sie an Grand-Slam-Turnieren teil. Im Doppel erreichte sie dabei zwei Mal das Achtelfinale, bei den French Open und in Wimbledon 1980. Auf der WTA Tour erreichte sie zwei Finals. Bei den Honda Civic Classic 1980 verlor sie im Endspiel gegen Pam Shriver mit 1:6 und 2:6. Und in der Saison 1984, beim Turnier in Miami Beach, war es ein Doppelfinale, das sie mit 3:6 und 3:6 verlor.

## Finalteilnahmen

### Einzel
| Nr. | Datum         | Turnier  | Kategorie          | Belag     | Turniersiegerin | Ergebnis |
| --- | ------------- | -------- | ------------------ | --------- | --------------- | -------- |
| 1.  | 28. März 1980 | Carlsbad | WTA Colgate Series | Hartplatz | Pam Shriver     | 1:6, 2:6 |

### Doppel
| Nr. | Datum      | Turnier | Kategorie | Belag | Partnerin    | Siegerinnen                     | Ergebnis |
| --- | ---------- | ------- | --------- | ----- | ------------ | ------------------------------- | -------- |
| 1.  | April 1984 | Miami   | WTA       | Sand  | Janet Wright | Patricia Medrado Yvonne Vermaak | 3:6, 3:6 |